# Illicit Affairs
«Illicit Affairs» (estilizado en minúsculas) es una canción de la cantautora estadounidense Taylor Swift . Pertenece a su octavo álbum de estudio: Folklore lanzado el 24 de julio de 2020. La canción fue escrita y producida por Swift y Jack Antonoff, más tarde Joe Alwyn fue acreditado como coproductor."Illicit Affairs" es una canción de amor Folk interpretada en guitarra acústica que describe la infidelidad de un narrador que desea continuar con su relación engañosa.
En las reseñas de Folklore, los críticos elogiaron la canción por lo que consideraron "una narrativa bien escrita sobre la infidelidad". Comercialmente, "Illicit Affairs" alcanzó el puesto 44 en el Billboard Hot 100 de Estados Unidos y entró en las listas de Australia, Canadá, Portugal, Singapur y el Reino Unido. Recibió certificaciones de Australia y el Reino Unido. La canción apareció en Folklore: The Long Pond Studio Sessions (2020) y Swift la incluyó en el setlist de su gira más reciente: The Eras Tour (2023-2024).

## Antecedentes y composición
Taylor Swift relata que concibió su octavo álbum de estudio: Folklore (2020), como invenciones de imágenes mitopoéticas en su mente, siendo resultado de su imaginación trabajando a tope mientras se aislaba durante la pandemia de COVID-19.  Reclutó a Jack Antonoff, que había trabajado en sus tres álbumes de estudio anteriores, como productor del álbum.  Swift escribió y produjo cuatro canciones con Antonoff, incluida "Illicit Affairs";  posteriormente el actor inglés Joe Alwyn fue acreditado como coproductor de la pista. Fue grabado por Laura Sisk en Kitty Committee Studio en Los Ángeles. "Illicit Affairs" es una canción de amor perteneciente al género folk interpretada en guitarra acústica.  Con tres minutos y diez segundos, es el tema más corto del Folklore .  La producción incorpora guitarras eléctricas, batería en vivo, bajo, teclados, acordeón, saxofones,  Guitarra de acero con pedal,  cuerdas punteadas con los dedos,  y trompetas suaves.  Swift eleva la voz una octava al final de cada línea.  Allaire Nuss de Entertainment Weekly  y Ellen Johnson de Paste opinaron que la canción giraba hacia el indie folk más que al folk propiamente tal; este último opinó que el estilo era similar al del cantautor estadounidense Justin Vernon.
Al igual que con varias pistas de Folklore, "Illicit Affairs" se basa en una narrativa ficticia con arcos narrativos y personajes imaginados. Algunos críticos escribieron que la canción trata sobre un "romance clandestino".  La letra cuenta una historia de infidelidad sobre una narradora desleal que quiere continuar con su relación de infidelidad.  Ella describe los detalles sobre cómo mantener la relación y los susurra como si fueran secretos: ("Diles a tus amigos que saliste a correr / Volverás sonrojado").  Presenta temas de adulterio: ("Toma el camino menos transitado / Dite a ti mismo que siempre puedes parar / Lo que empezó en hermosas habitaciones / Termina con reuniones en estacionamientos").  En el clímax, el narrador se arrepiente del amor y denuncia la relación: ("No me llames niña / No me llames bebé [...] Mira este desastre de persona que me hiciste"). Finalmente se calma en la última línea: ("Y lo sabes muy bien, que me arruinaría por ti [...] Un millón de veces").   La canción termina abruptamente después de su desarrollo, sin un estribillo final.  En una reseña de Pitchfork, Jill Mapes opinó que las letras impulsadas por diferentes perspectivas "dicen mucho" de la evolución de Swift como compositora. 

## Lanzamiento y presentaciones en vivo
Folklore se estrenó el 24 de julio de 2020, a través de Republic Records. En la lista de canciones, "Illicit Affairs" se encuentra en el número 10 de las 16 pistas.Después del lanzamiento del álbum, Swift grabó una interpretación simplificada de "Illicit Affairs" para el film de Disney+: Folklore: The Long Pond Studio Sessions y su álbum en vivo el 25 de noviembre de 2020.  Rob Sheffield ' Rolling Stone, llamó a la grabación la "versión definitiva" y señaló que "va mucho más allá del original de estudio".  En marzo de 2023, Swift se embarcó en su sexta gira de conciertos, The Eras Tour, como homenaje a su discografía.  La gira constó de diez actos, incluido el set de Folklore, donde cantó "Illicit Affairs".  Swift interpreta una versión con tintes rockeros del puente de la canción.  Los periodistas describieron la actuación como "poderosa",  "apasionada",  y "vocalmente asombrosa". 

## Recepción
En las reseñas de Folklore, algunos críticos lo eligieron como lo más destacado del álbum. Aaron Dessner, quien coescribió y produjo algunas de las canciones ' Folklore, calificó a "Illicit Affairs" como una "gran canción" e indicó que era una demostración de la versatilidad de Swift y su poder como compositora.  La autora de Los Angeles Times, Jody Rosen, consideró que sus letras sobre la infidelidad eran más sofisticadas que en otras canciones de Swift con el mismo tema.  Ilana Kaplan de British Vogue señaló que la canción era una continuación de " Getaway Car" de su álbum Reputation de 2017,  y Chris Willman de Variety hizo comparaciones entre las pistas y dijo que tenía "menos catarsis [...] pero igual "sabiduría punzante que el resto del álbum" .

## Créditos y personal
Los créditos están adaptados de las notas de Folklore.
- Taylor Swift: voz principal, composición, producción.
- Jack Antonoff: composición, producción, ingeniería, grabación de instrumentos, bajo, batería en vivo, guitarra eléctrica, teclado, programación de percusión, coros.
- Joe Alwyn – producción
- Evan Smith: grabación de instrumentos, acordeón, guitarra eléctrica, teclado, saxofón, coros.
- Mikey Freedom Hart – guitarra de acero con pedal
- Laura Sisk - grabación
- John Hanes - ingeniería de audio
- Serban Ghenea - mezcla
- Randy Merrill – masterización